# Albert Paust
Albert Paust (* 17. August 1889 in Limbach/Vogtland; † 10. November 1964 in Leipzig) war ein deutscher Bibliothekar.

## Wirken
Nach dem Besuch der Fürstenschule Meißen studierte Albert Paust Evangelische Theologie, Geschichte, Philosophie und Pädagogik an den Universitäten Halle und Leipzig. An der Universität Leipzig legte er 1912 die erste theologische Fachprüfung ab, die zweite Fachprüfung folgte 1914. Von 1914 bis 1918 war Paust als Soldat im Kriegsdienst. Im Jahre 1919 trat er als Voluntär an der Deutschen Bücherei in Leipzig in den Bibliotheksdienst ein und absolvierte die bibliothekarische Fachprüfung 1920. Anschließend folgte die Übernahme in die Deutsche Bücherei. Um die Bücher der Bibliothek der deutschen Reichsversammlung zu erhalten, beauftragte 1927 der Direktor Heinrich Uhlendahl Paust, sich eingehend mit der Geschichte der Reichsbibliothek auseinanderzusetzen.:S. 101 Paust stieg zum Leiter der Erwerbungsabteilung auf. Uhlendahl beauftragte ihn 1931 mit dem Aufbau des Deutschen Rotary-Archivs.:S. 463
Nach dem „Anschluss Österreichs“ im März 1938 beschlagnahmten der Sicherheitsdienst des Reichsführers SS und die Gestapo etwa zwei Millionen Bücher aus jüdischem Besitz und von politisch unliebsamen Buchhandlungen und Verlagen.:S. 846 Zwischen September 1938 und Mai 1939 wurde Paust zur Leitung der Bücherverwertungsstelle Wien von der Deutschen Bücherei abgestellt.:S. 31 Dort organisierte er den Bücherraub und die reichsweite Verteilung beschlagnahmter Bände.:S. 839–862 Am 24. Oktober 1939 beantragte Paust die Aufnahme in die NSDAP und wurde zum 1. Januar 1940 aufgenommen (Mitgliedsnummer 7.355.964).:S. 612
Aufgrund seiner Mitgliedschaft in der NSDAP wurde Paust ab 1947 in einer nicht-leitenden Position in der Deutschen Bücherei weiterbeschäftigt.:S. 131 Die Beschaffungs- und
Zugangsstelle führte er aber informell weiter, bis er sie von 1951 bis 1952 noch einmal offiziell übernahm. Anschließend wurde er auf eine nicht-leitende wissenschaftliche Stelle in der Auskunftsabteilung herabgestuft. Im Jahr 1957 trat er in den Ruhestand.:S. 132
In seinen Veröffentlichungen beschäftigte sich Paust u. a. mit der Geschichte der Bibliothek der deutschen Nationalversammlung in der Paulskirche (1848/49) und der Deutschen Bücherei. Außerdem arbeitete er an bibliographischen Werken.

## Schriften (Auswahl)
- Das „Tausendjährige Reich“ in Geschichte und neuester Literatur. In: Otto E. Ebert u. a.: Alere flammam.[Georg Minde-Pouet zum 50. Geburtstag gewidmet]. Gesellschaft der Freunde der Deutschen Bücherei, Leipzig 1921, S. 60–78.
- Sammelgebiet und Werbung der Deutschen Bücherei. In: Heinrich Uhlendahl (Hrsg.): Die Deutsche Bücherei nach dem ersten Jahrzehnt ihres Bestehens. Rückblicke und Ausblicke. Deutsche Bücherei, Leipzig 1925, S. 58–74.
- Die Pflichtexemplargesetze in den europäischen Ländern. De Gruyter, Berlin 1929.
- Quellenkunde der deutschen Kirchengeschichte. Allgemeine Kirchengeschichte. Verlag K. F. Koehler, Leipzig 1931.
- Zur deutschen Wissenschaftspflege und Buchkultur der Gegenwart. Breitkopf & Härtel, Leipzig 1932.
- Die Idee einer deutschen Reichsbibliothek. Zur Vorgeschichte und Gründung der Deutschen Bücherei. Gesellschaft der Freunde der Deutschen Bücherei, Leipzig 1933.
- Die Entwicklung des Deutschen Rotary-Archivs bei der Deutschen Bücherei in Leipzig. Rotary-Archiv, Leipzig 1935.
- Die Reichsbibliothek von 1848 und die Deutsche Bücherei. Gesellschaft der Freunde der Deutschen Bücherei, Leipzig 1938.
- Die Kriegssammlungen der Deutschen Bücherei 1914 und 1939. Gesellschaft der Freunde der Deutschen Bücherei, Leipzig 1940.
- Heinrich Wilhelm Hahn. Gründer der ersten deutschen Reichsbibliothek von 1848 und Wegbereiter der Deutschen Bücherei. Gesellschaft der Freunde der Deutschen Bücherei, Leipzig 1941.
- Johann Heinrich Plath. Ein Wegbereiter der Deutschen Bücherei. Krieg, Wien 1952.
- Heinrich Wilhelm Hahn 1795–1873; Inhaber der Hahnschen Buchhandlung in Hannover und Wegbereiter der Deutschen Bücherei in Leipzig. Lax, Hildesheim 1954.
- Die Reichsbibliothek von 1848, ein Denkmal der deutschen Einheit. In: Heinrich Roloff (Hrsg.): Bibliothek, Bibliothekar, Bibliothekswissenschaft. Festschrift Joris Vorstius zum 60. Geburtstag dargebracht. Harrassowitz, Leipzig 1954, S. 384–396.
- Das Eisenstuck-Album von 1849. Ein kostbarer Besitz der Deutschen Bücherei. In: Jahrbuch der Deutschen Bücherei, Bd. 2 (1966), S. 53–91.